# حركة المواطنين (كولومبيا)
حركة المواطنين (بالإسبانية: Moviemento Ciudadano) هي حزب سياسي تقدمي في كولومبيا. في الانتخابات التشريعية التي جرت في 10 مارس 2002، فاز الحزب، كواحد من العديد من الأحزاب الصغيرة، بالتمثيل البرلماني.